# Arco de los Gavi

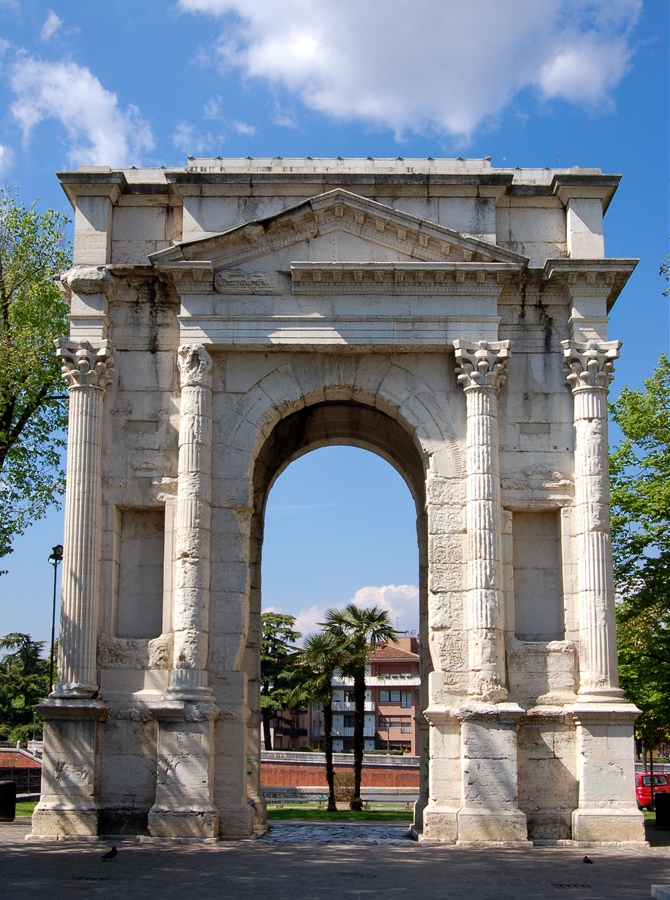
El Arco de los Gavi

El Arco de los Gavi (en italiano: Arco dei Gavi) es una estructura antigua en Verona, Italia. Fue construido por la gens Gavia, una noble familia romana cuya ciudad natal era Verona, donde empezaba la calzada romana conocida como la Vía Postumia que conducía a la ciudad. Durante la Edad Media se utilizó como puerta en las murallas.

## Historia
El arco fue encargado al arquitecto L. Vitruvius Cerdón en el siglo I d. C., probablemente durante el reinado de Tiberio. El arco fue erigido por los Gavios, que pertenecían a una familia local prominente. Putativamente se encontraba al comienzo de la Vía Sacra o Vía Postumia de la antigua Roma ciudad romana de Verona. Una piedra contenía una inscripción que decía: arquitecto Lucius Vitruvius Libertus o Cerdon Lucius Vitruvius. Eruditos posteriores a menudo le confundieron con el famoso arquitecto Vitruvio. Los nichos que lo flanquean parecen haber tenido estatuas de miembros de la familia.
En la Edad Media, durante la época de la Comuna de Verona, el ayuntamiento de la ciudad lo utilizó como puerta de entrada cuando se decidió rodear Verona con murallas.
Durante el período del dominio napoleónico en Italia, los ingenieros franceses lo demolieron. Sus ruinas fueron trasladadas a una plaza y luego a la Arena. 
Utilizando algunas de las piedras originales, se completó una reconstrucción propuesta del arco en 1932. Esta reconstrucción se basó en un modelo de madera realizado antes de la demolición, y reconstrucciones propuestas elaboradas ya en el siglo XVI por Andrea Palladio. Estos modelos subrayan la reverencia que se tiene incluso por ejemplos triviales de arquitectura monumental romana. El arco fue reconstruido bajo Mussolini, exhortando a Italia a identificarse con su pasado romano. 
El arco reconstruido y colocado dentro del Museo de Castelvecchio, a unos metros de su ubicación original.